# مانزانیتا (کالیفرنیا)
مانزانیتا (به انگلیسی: Manzanita) یک منطقهٔ مسکونی در ایالات متحده آمریکا است که در شهرستان مارین، کالیفرنیا واقع شده‌است. مانزانیتا ۵ متر بالاتر از سطح دریا واقع شده‌است.